# Elverum (plaats)
Elverum is een plaats in de Noorse gemeente Elverum, provincie Innlandet. Elverum telt 13.051 inwoners (2007) en heeft een oppervlakte van 12,04 km².
In Elverum is de hoofdafdeling van de Hogeschool Hedmark gevestigd, een hogeschool met vier locaties in de provincie met samen ongeveer 4.000 studenten.

## Verwoesting in de Tweede Wereldoorlog
Tijdens de Tweede Wereldoorlog deed het Duitse leger op 10 april 1940 een poging Elverum in te nemen. De Noorse Koninklijke Familie, de regering en het parlement waren vanuit Oslo na de Duitse inval daarnaartoe gevlucht. De aanval werd afgeslagen, waarna op 11 april het centrum van Elverum en de naburige plaatsen Rena en Nybergsund werden gebombardeerd.

## Sport
In 1965 zijn de Wereldkampioenschappen biatlon in Elverum georganiseerd.

## Geboren in Elverum
- Knut Storberget (1964), Noors minister
- Sylvia Brustad (1966), Noors minister
- Bjørn Dæhlie (1967), Noors langlauflegende
- Stig Inge Bjørnebye (1969), Noors voetballer en voetbalcoach
- Roy Khan (1970), Noors zanger
- Marcus Gunnarsen (2002), Noors zanger
- Martinus Gunnarsen (2002), Noors zanger